# Moderhinke

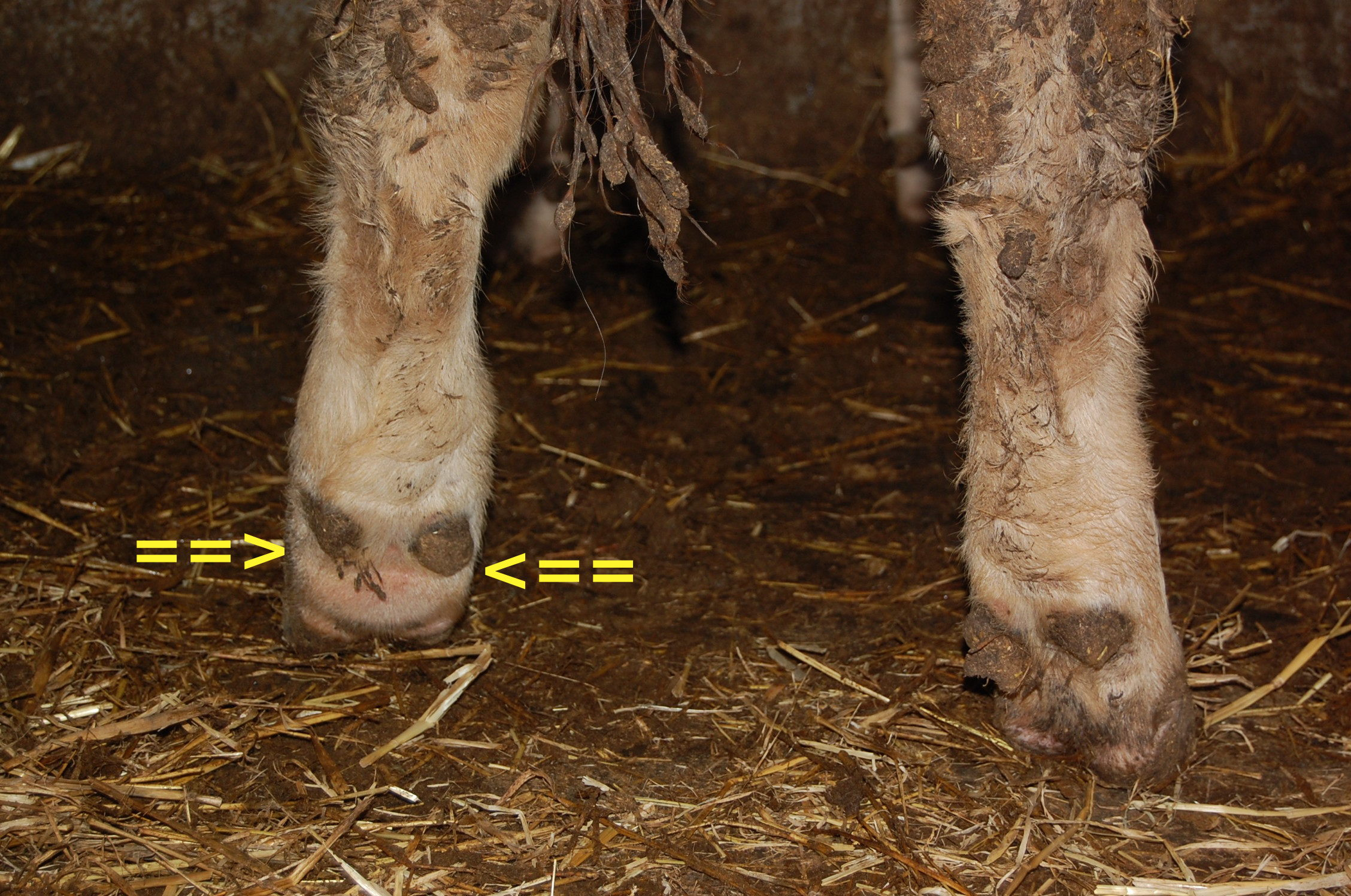
Moderhinke (Phlegmona interdigitalis) bei einem Rind; die Pfeile zeigen die symmetrische Vergrößerung des Hufs im Vergleich zum anderen gesunden Bein

Die Moderhinke (Syn. Schafpanaritium, Klauenfäule, Dermatitis pustulosa necroticans, Paronychia contagiosa) ist eine weltweit verbreitete, bakterielle Erkrankung der Klauen bei Wiederkäuern, insbesondere bei Schafen. Gerade bei Schafen nimmt die Erkrankung häufig einen besonders schweren Verlauf mit hochgradigen Schmerzen an den Klauen. Die Moderhinke ist in der Nutztierhaltung von Schafen mit erheblichen ökonomischen Schäden verbunden, nicht nur in Mitteleuropa, sondern z. B. auch in Großbritannien, Neuseeland und Australien. Das Schafpanaritium wird durch das Bakterium Dichelobacter nodosus verursacht, sekundär ist häufig auch Fusobacterium necrophorum beteiligt. Die Erkrankung zeigt sich in einer eitrigen Entzündung der Klauen. Von der schmierigen, grau-weißen Masse der Eiterherde an den erkrankten Klauen geht ein unangenehmer, faulig-süßlicher Geruch aus, der der Krankheit ihren Namen (aus modern und hinken) gab.

## Ursachen
Der Erreger Dichelobacter nodosus hat auf Weiden und im Boden eine begrenzte Lebensdauer von rund 14 Tagen, besonders auf feuchten Böden von teils bis zu 42 Tagen (unter günstigen Bedingungen sogar bis zu 6 Monaten), in verseuchtem Klauenmaterial und in erkrankten Klauen jedoch jahrelang, teils bis zu 3½ Jahren.
Die Erkrankung verbreitet sich durch indirekte Übertragung über den Boden durch kontaminierte Weiden auf immer weitere Tiere. Die Moderhinke ist hochansteckend und führt dadurch zu einer besonders schnellen Ausbreitung innerhalb der Herde. Dabei spielen zusätzlich eine Reihe von Umweltfaktoren eine Rolle. So wird die Erkrankung durch feuchte Böden in Verbindung mit mangelhafter Klauenpflege stark begünstigt. Andererseits ist die Empfänglichkeit der Tiere für diese Erkrankung sowohl bei heißen, trockenen Wetterbedingungen als auch bei sehr tiefen Temperaturen herabgesetzt. Auch die Schafrasse spielt eine Rolle: Bei Merinoschafen wurde eine signifikant erhöhte Empfänglichkeit für Moderhinke ermittelt, während z. B. Romney-Schafe resistenter sind. Von anderen Nutztieren können Ziegen und auch Rinder betroffen sein, jedoch mit milderen Verlaufsformen. Die Moderhinke tritt auch bei Wildwiederkäuern auf wie Muffelwild, Gämsen und Steinböcken.

## Krankheitsbild und Diagnose
Die Entzündung beginnt meist an nur einem Fuß im Zwischenklauenspalt (Interdigitalspalt) und greift dann auf die anderen Gliedmaßen über. Im weiteren Verlauf kommt es besonders bei bösartigen Verlaufsformen zu einer fortschreitenden Unterminierung der Klauenwand sowie zur Auflösung des Klauenhorns mit einer Ablösung des Wand- und Sohlenhorns von der Klauenhaut. Im Bereich der Ablösungszone befindet sich unter dem losen Horn eine übel riechende grau-weißliche Masse als Produkt des Eiterungsprozesses. Infolge der hochgradigen Schmerzen besteht Lahmheit (Stützbeinlahmheit).
Bei der Erkrankung der Vorderklauen knien die Tiere im fortgeschrittenen Stadium beim Fressen und teils auch bei der Fortbewegung auf den Vorderfußwurzelgelenken (Karpalgelenken) der Vorderläufe, um die Klauen von den Schmerzen zu entlasten. Bei der Erkrankung der Hinterläufe werden die Hinterbeine entweder abwechselnd entlastet (mit Schonhaltung der Hinterläufe) oder die Tiere fressen im Liegen. Eine fortgeschrittene Ablösung des Horns führt zum Ausschuhen (Ablösung des gesamten Hornschuhes). Einer in Bewegung befindlichen Schafherde folgen die moderhinkekranken Schafe humpelnd und hinkend mit charakteristischem Kopfnicken am Schluss. Schwer erkrankte Tiere laufen teilweise auf drei Beinen. Beim Übergreifen der Entzündungen auf die Klauengelenke kommt es zum Festliegen. Zu den weiteren Symptomen zählt die Abmagerung der betroffenen Schafe und Lämmer im fortgeschrittenen Stadium der Moderhinkeerkrankung. Die klinische Diagnose kann anhand der charakteristischen Veränderungen am Klauenhorn und anhand des typischen Geruchs gestellt werden.
Die Erkrankung kann über den Moderhinkescore eingeteilt werden:
- Score 0: klinisch gesund
- Score 1: Zwischenklauenspalt feucht, gerötet, Haarausfall
- Score 2: ausgebreitete Entzündung im Zwischenklauenspalt mit schmierigem Belag, Horn am Rand der inneren Klauenwand leicht geschädigt
- Score 3: deutlich schmierige Beläge im Zwischenklauenspalt, verändertes Horn unterhalb der inneren Klauenwand und im Bereich der Sohle
- Score 4: ausgedehnte Loslösung des Hornes über die Sohle bis zur äußeren Wand der Klaue mit starker Schädigung des darunterliegenden Gewebes
- Score 5: Ausschuhen (Ablösung des kompletten Klauenhorns von der Klaue)

## Wirtschaftliche Folgen
Die Moderhinke führt in den befallenen Herden durch Produktionsverluste zu großen wirtschaftlichen Schäden: Verminderte Wollproduktion der betroffenen Schafe, Abmagerung der adulten Schafe durch schmerzbedingte Futterverweigerung bei längerem Krankheitsverlauf, geringere Säugeleistung, dadurch erhöhte Lämmerverluste und geringere Gewichtszunahme bei Lämmern, Kümmern von moderhinkekranken Lämmern. Dies zieht geringere Gewinnmargen der Tierhalter bei der Woll-, Fleisch- und Milchvermarktung nach sich. Zur Sanierung großer Schafherden wurden in Neuseeland, Australien und in der Schweiz mit Erfolg Bekämpfungsprogramme etabliert. In Deutschland fehlt bisher ein staatliches Sanierungsprogramm (Stand 2011).

## Behandlung
Eine Behandlung der Moderhinke ist sowohl aus wirtschaftlichen Gründen als auch aus Tierschutzgründen erforderlich. Zu den Behandlungsschritten gehören: restlose Entfernung des gesamten losgelösten Klauenhorns und der eitrigen Masse durch Ausschneiden, Besprühen der behandelten Klauen mit einem antibiotisch wirksamen Wundspray und/oder Klauenbäder, antibiotische Allgemeinbehandlung schwer erkrankter Tiere, Trennung gesunder von kranken Tieren, Nachkontrolle und Nachbehandlung in einwöchigem Abstand bis zur Heilung, Impfung.
Zunächst werden auf einer möglichst betonierten Fläche oder auf einer Plane außerhalb der Stallungen die Klauen sorgfältig beschnitten. Bei stark befallenen Klauen müssen die erkrankten Stellen möglichst behutsam mit einem scharfen Messer oder Skalpell entfernt werden. Nicht desinfizierte Transportfahrzeuge und Klauenmesser können eine Gefahr für gesunde Tiere darstellen, da eine Übertragung möglich ist. Entfernte Hornteile sind zu sammeln und zu verbrennen oder tief zu vergraben, so dass die gesunden Tiere damit nicht mehr in Berührung kommen können. Die Klauenkorrektur dient u. a. der Diagnose, zudem können lokal wirkende Medikamente besser zum Einsatz kommen. Traditionell werden die Klauen möglichst eine Minute lang in Formalin-, Zinksulfat- oder Kupfersulfatlösung gebadet (Klauenbad). Das Zinksulfat-Präparat Golden Hoof aus England hat dort eine offizielle Zulassung zur Moderhinkebekämpfung ohne Wartezeit auf Fleisch und Milch. Es ist daher EU-weit eine legale Alternative, um das Klauenbad durchzuführen. Seit Dezember 2010 ist in Deutschland außerdem Brillantgrün aus den USA als Klauenbad zugelassen. Heutzutage werden vielfach auch lokal aufgebrachte Antibiotika eingesetzt (z. B. CTC-Blauspray). Möglich ist auch eine systemische Antibiose, auch in Kombination mit lokal aufgebrachten Antibiotika. Durch den Einsatz von Antibiotika können selbst ohne vorangegangene Klauenbehandlung Heilungsraten von mehr als 85 % erreicht werden. Auch die gesunden Tiere müssen zur Vorbeugung durch ein Klauenbad getrieben werden. Die Tiere müssen danach auf eine Weide gebracht werden, die mindestens ein halbes Jahr nicht benutzt wurde, um eine Neuansteckung der gereizten Klauen zu vermeiden.
Bei der Moderhinke handelt es sich um eine Herdenerkrankung. Die ausschließliche Behandlung einzelner erkrankter Tiere ist daher nicht ausreichend. Für eine erfolgreiche Bekämpfung der Moderhinkeerkrankung ist eine Herdensanierung erforderlich. Ein beispielhaftes und erfolgreiches System zur Moderhinkesanierung wurde in der Schweiz etabliert. Durch konsequente Untersuchungen und Behandlungen nach einem festgelegten Schema wird sichergestellt, dass nur moderhinkefreie Schafe und Ziegen gealpt werden (hierzu: Technische Weisungen für das Moderhinke-Sanierungsprogramm des Schweizer Beratungs- und Gesundheitsdienstes für Kleinwiederkäuer (BGK) vom 1. Januar 2010). Grundlage bilden hier u. a. Separierung der erkrankten Tiere, Ausschneiden der Klauen, Klauenbad und engmaschige Kontrollen. Auch große Herden können mit dieser Methode saniert werden. Einzeltiere, die ungenügend auf die Behandlung ansprechen, müssen ausgemerzt oder zumindest strikt isoliert werden. Anhand der erfolgreichen Sanierungen in Australien, in der Schweiz sowie in Bhutan und Nepal wird deutlich, dass Moderhinkersanierungen auch flächendeckend möglich sind.
Zur Sanierung erkrankter Bestände ist zusätzlich zu Klauenpflege und -behandlung eine Impfung empfehlenswert (z. B. mit Footvax), wegen starker Impfreaktionen unter Aufsicht eines Tierarztes. Die Impfung senkt den Infektionsdruck erheblich. Die Impfung allein reicht jedoch zur Sanierung nicht aus. Derzeit ist Footvax der einzige kommerzielle Impfstoff in Europa, Australien und Neuseeland, der als prophylaktische Impfung zum Schutz gegen die Moderhinke oder als therapeutische Impfung bei bereits erkrankten Tieren erhältlich ist (Stand 2011). Daneben dürfen in Deutschland bestandsspezifische Impfstoffe hergestellt werden, die aber im Vergleich mit Footvax keine erhöhte Wirksamkeit haben.

## Vorbeugung
Zur Vorbeugung gegen Moderhinke gehören: die Absonderung erkrankter Tiere, regelmäßige Klauenkorrektur (Ausschneiden der Klauen), regelmäßige Klauenbäder, systemische Antibiose, Impfschutz, Resistenzzucht, Meidung von Triebwegen und Weiden anderer Herden, Aufschotterung, Trockenlegung oder Auszäunung häufig benutzter nasser Stellen (z. B. in Stallnähe) sowie mehrwöchige Quarantäne und Isolierung zugekaufter Tiere. Neu hinzugekaufte Tiere sollten vorsorglich mehrmals mit dem oben beschriebenen Klauenbad behandelt werden.

## Tierschutzaspekte
Die Moderhinke ist eine tierschutzrelevante Erkrankung, denn sie ist für die betroffenen Tiere stets mit erheblichen Schmerzen, Leiden und Schäden verbunden. Die dabei auftretende entzündungsbedingte Reizung, degenerative Umbildung und Schädigung der besonders schmerzempfindlichen Klauenlederhaut (verbunden mit dem Eiterungsprozess und der Ablösung des Horns) verursacht bei jedem Schritt hochgradige Schmerzen und infolgedessen Lahmheit. Wie oben beschrieben knien speziell die an den Vordergliedmaßen erkrankten Schafe auf den Karpalgelenken der Vorderläufe, um die Klauen von den Schmerzen zu entlasten. Dies kennzeichnet bereits ein fortgeschrittenes Stadium der Erkrankung, so dass die entzündungsbedingten Schmerzen schon länger bestehen, und ist in hohem Maße tierschutzrelevant. Beim weiteren Fortschreiten der Moderhinkeerkrankung bewegen sich die betroffenen Schafe vorwärts, indem sie schmerzbedingt kniend auf den Gelenken der Vorderläufe vorwärtsrutschen.
Da die Moderhinke in einer Herde wochen- und monatelang erhebliche Leiden und Schmerzen verursacht, ist beim Auftreten der Erkrankung ein passives, untätiges Abwarten nicht mit § 2 Tierschutzgesetz vereinbar.
Auch wenn keine aktive Quälerei durchgeführt wird, erfüllt ein Schafhalter, der die moderhinkebedingten Schmerzen und Leiden seiner Tiere über einen längeren Zeitraum passiv bewusst in Kauf nimmt, nach § 17 Nr. 2b Tierschutzgesetz den Tatbestand einer Straftat (Leidenszufügungen bzw. Quälerei durch garantenpflichtwidriges Unterlassen). Das Unterlassen der Hilfeleistung durch den Tierhalter reicht hier für eine Strafbarkeit bereits aus, da er eine Garantenpflicht für das Wohl der Tiere hat. Das Mittreiben der an Moderhinke erkrankten, lahmenden Schafe mit der wandernden Herde verstärkt zusätzlich die starken Schmerzen der betroffenen Tiere. Hier handelt es sich um strafbare Verstöße gegen § 17 Nr. 2b Tierschutzgesetz durch aktives, quälerisches Zufügen von Schmerzen. Bei im Freien gehaltenen Wanderherden sind daher die lahmen Tiere aus der Herde herauszunehmen und bis zur Heilung separat an einem geeigneten Ort zu pferchen.
Aus tierschutzrechtlichen und aus wirtschaftlichen Gründen ist bei Moderhinkebefall eine Bestandssanierung der Herde erforderlich, da andernfalls die hochinfektiöse Erkrankung permanent über den Boden auf die bisher gesunden Tiere durch Ansteckung übertragen wird und immer neue Tiere in tierschutzrelevanter Weise erkranken.